# Esqui estilo livre nos Jogos Olímpicos de Inverno de 2014 - Slopestyle feminino
A competição do slopestyle feminino do esqui estilo livre nos Jogos Olímpicos de Inverno de 2014 ocorreu no dia 11 de fevereiro no Parque Extreme Rosa Khutor, na Clareira Vermelha em Sóchi.

## Medalhistas
| Ouro   | CAN Dara Howell |
| Prata  | USA Devin Logan |
| Bronze | CAN Kim Lamarre |

## Programação
Horário local (UTC+4).
| Data            | Horário | Evento       |
| --------------- | ------- | ------------ |
| 11 de fevereiro | 10:00   | Qualificação |
| 11 de fevereiro | 13:00   | Final        |

## Resultados

### Qualificação
| Pos. | Bib | Atleta                       | 1ª descida | 2ª descida | Melhor | Notas |
| ---- | --- | ---------------------------- | ---------- | ---------- | ------ | ----- |
| 1    | 2   | CAN Dara Howell              | 88.80      | 35.20      | 88.80  | Q     |
| 2    | 16  | CAN Kim Lamarre              | 85.40      | 38.00      | 85.40  | Q     |
| 3    | 12  | GBR Katie Summerhayes        | 81.40      | 84.00      | 84.00  | Q     |
| 4    | 20  | CAN Yuki Tsubota             | 76.60      | 81.00      | 81.00  | Q     |
| 5    | 4   | USA Devin Logan              | 79.40      | 80.40      | 80.40  | Q     |
| 6    | 5   | SWE Emma Dahlström           | 9.20       | 79.20      | 79.20  | Q     |
| 7    | 32  | AUS Anna Segal               | 75.40      | 78.80      | 78.80  | Q     |
| 8    | 30  | USA Julia Krass              | 78.40      | 39.20      | 78.40  | Q     |
| 9    | 11  | SUI Eveline Bhend            | 67.20      | 77.20      | 77.20  | Q     |
| 10   | 18  | SUI Camillia Berra           | 74.40      | 74.80      | 74.80  | Q     |
| 11   | 3   | USA Keri Herman              | 27.40      | 72.40      | 72.40  | Q     |
| 12   | 6   | ITA Silvia Bertagna          | 70.60      | 11.80      | 70.60  | Q     |
| 13   | 8   | CHI Dominique Ohaco          | 69.60      | 51.40      | 69.60  |       |
| 14   | 1   | GER Lisa Zimmermann          | 20.00      | 67.20      | 67.20  |       |
| 15   | 26  | NZL Anna Willcox-Silfverberg | 62.40      | 34.40      | 62.40  |       |
| 16   | 19  | AUT Philomena Bair           | 57.60      | 20.00      | 57.60  |       |
| 17   | 29  | PAR Julia Marino             | 36.40      | 25.60      | 36.40  |       |
| 18   | 28  | SVK Natália Šlepecká         | 34.60      | 32.60      | 34.60  |       |
| 19   | 33  | CAN Kaya Turski              | 14.60      | 28.00      | 28.00  |       |
| 20   | 13  | SVK Zuzana Stromková         | 24.40      | 20.20      | 24.40  |       |
| 21   | 31  | RUS Anna Mirtova             | 17.40      | 21.60      | 21.60  |       |
| 22   | 27  | JPN Chiho Takao              | 10.00      | 8.60       | 10.00  |       |

### Final
| Pos.              | Bib | Atleta                | 1ª descida | 2ª descida | Melhor | Notas |
| ----------------- | --- | --------------------- | ---------- | ---------- | ------ | ----- |
| Medalha de ouro   | 2   | CAN Dara Howell       | 94.20      | 48.40      | 94.20  |       |
| Medalha de prata  | 4   | USA Devin Logan       | 85.40      | 30.00      | 85.40  |       |
| Medalha de bronze | 16  | CAN Kim Lamarre       | 15.00      | 85.00      | 85.00  |       |
| 4                 | 32  | AUS Anna Segal        | 77.00      | 28.80      | 77.00  |       |
| 5                 | 5   | SWE Emma Dahlström    | 72.80      | 75.40      | 75.40  |       |
| 6                 | 20  | CAN Yuki Tsubota      | 71.60      | 28.40      | 71.60  |       |
| 7                 | 12  | GBR Katie Summerhayes | 19.40      | 70.60      | 70.60  |       |
| 8                 | 6   | ITA Silvia Bertagna   | 69.60      | 21.80      | 69.60  |       |
| 9                 | 11  | SUI Eveline Bhend     | 58.40      | 63.20      | 63.20  |       |
| 10                | 3   | USA Keri Herman       | 50.00      | 35.40      | 50.00  |       |
| 11                | 30  | USA Julia Krass       | 42.40      | 38.60      | 42.40  |       |
| 12                | 18  | SUI Camillia Berra    | 5.60       | 30.40      | 30.40  |       |

Legenda
| Recorde mundial      | Recorde mundial (World record)               |                       | Recorde africano                      | Recorde africano (African) |                                           | Q | Classificado por posição (Qualified) |
| Recorde olímpico     | Recorde olímpico (Olympic record)            | Recorde da América    | Recorde da América (Americas)         | q                          | Classificado por melhor tempo (Qualified) |   |                                      |
| Melhor marca do ano  | Melhor marca do ano (World leading)          | Recorde asiático      | Recorde asiático (Asian)              | DNS                        | Não largou (Did not start)                |   |                                      |
| Recorde nacional     | Recorde nacional (National record)           | Recorde europeu       | Recorde europeu (European)            | DNF                        | Não terminou (Did not finish)             |   |                                      |
| Recorde pessoal      | Recorde pessoal do atleta (Personal best)    | Recorde da Oceania    | Recorde da Oceania (Oceania)          | DSQ / DQ                   | Desclassificado (Disqualified)            |   |                                      |
| Recorde da temporada | Recorde da temporada do atleta (Season best) | Recorde sul-americano | Recorde sul-americano (South America) | NM                         | Sem marca (No mark)                       |   |                                      |